# Aparecida de Goiânia
Aparecida de Goiânia là một thành phố Brasil. Thành phố này thuộc bang Goiás. Dân số theo điều tra năm 2010 của Viện Địa lý và Thống kê Brasil là 510.770 người. Đây là thành phố đông dân thứ 37 của Brasil.